# Plongée en saturation

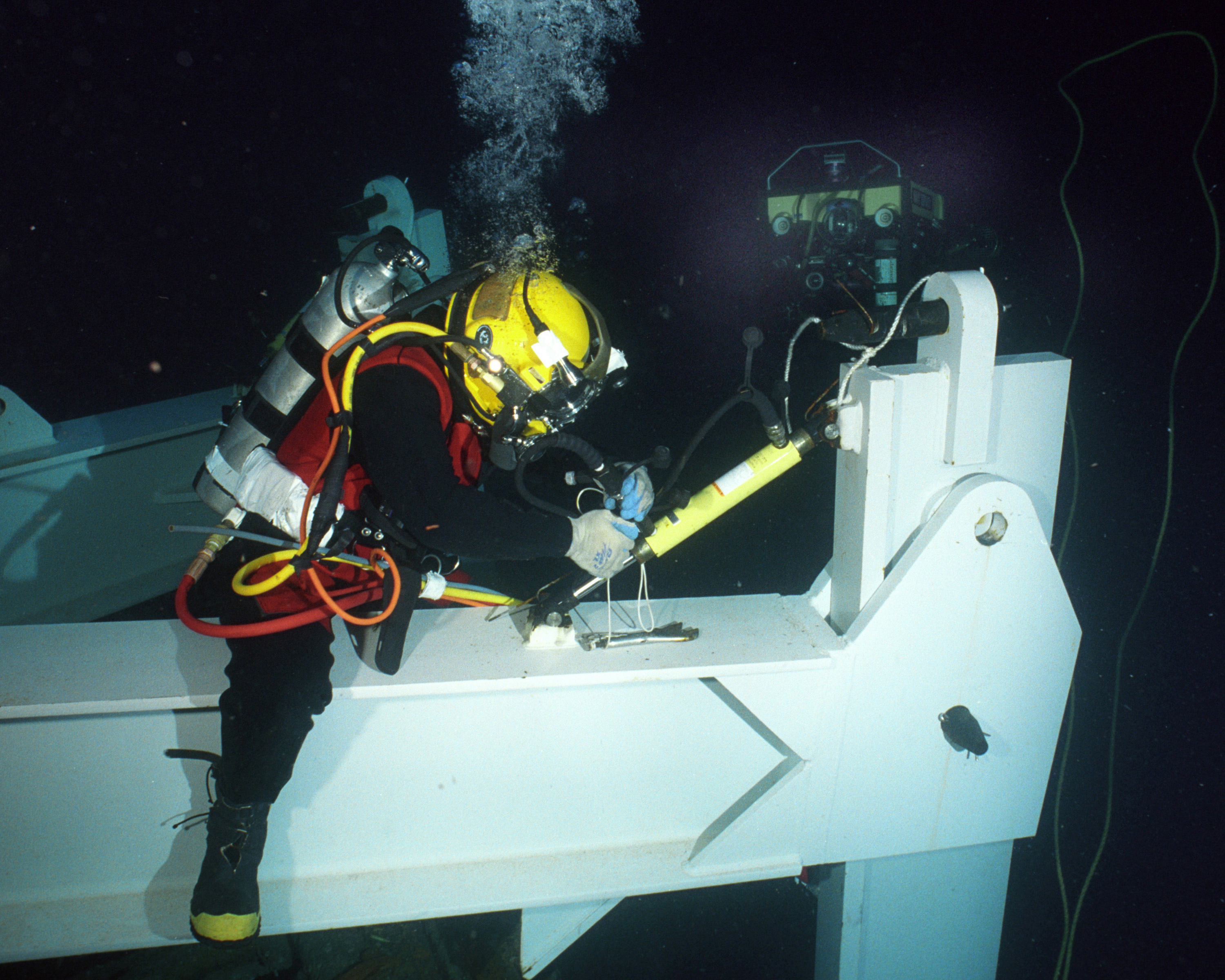
Plongeur en saturation de la Marine américaine réalisant des travaux de maintenance.

La plongée en saturation (ou plongée à saturation) ou plongée à grande profondeur est une technique de plongée sous-marine réalisée avec une saturation préalable des gaz dans l'organisme des plongeurs. Ce type de plongée oblige les plongeurs à rester confinés dans des atmosphères sous pression (caisson hyperbare) pendant plusieurs jours. 
La plongée en saturation permet des plongées à plus de 100 mètres (record à 534 mètres). Elle est utilisée par les plongeurs professionnels intervenant sur les plates-formes pétrolières (plongeur offshore), la maintenance de barrage ou des plongeurs militaires intervenant sur les sauvetages de sous-marins.